# Chiesa di San Pietro (Parre)
La chiesa di San Pietro si trova nel comune di Parre in Val Seriana provincia di Bergamo posizionata sulla parte a monte del paese, rivolta verso est ed è circondata da un grande sagrato in cubetti di porfido sui lati a ovest e sud delimitato da un parapetto in muratura.

## Storia
Le prime notizie di una chiesa di San Pietro in Parre sono documentate nella deposizione giurata di D. Giovanni da Bolgare del 1176. 
In una successiva pergamena, datata 12 agosto 1202, viene citato il porticato della medesima chiesa, sono infatti visibili tracce di un antico edificio che lo localizzano in epoca molto remota, censita nelle chiese bergamasche nel 1260.
Un documento successivo, datato 1541 ordina la costruzione da parte di un'assemblea dei vicini , così chiamati gli abitanti di Parre bassa, di un fabbricato con predi ben quadradi e smasadi e de ceppone bono et bello rivolto a li mastri per la realizzazione della giesia de Sancto Petro, riconducibile alla parte iniziale del campanile, che ancora oggi ha ben visibili pietre ben squadrate e smussate.
La visita pastorale diocesana di san Carlo Borromeo del 1575 ne dà una descrizione chiara e approfondita.
La prima ristrutturazione con un ampliamento della chiesa è registrato nella prima metà del XVI secolo, venne poi ristrutturata nuovamente nel 1836, nel 1962, mentre nel 1985 venne completata la parte del presbiterio seguendo le direttive del Concilio Vaticano II.

## Descrizione

### Esterno
La chiesa, che è delimitata sui lati sud e ovest da un grande sagrato, pavimentato in cubetti di porfido, ha sui medesimi lati un ampio porticato con archi in muratura e colonne in pietra arenaria, coperto da volte a crociera sovrastato da locali adibiti ad abitazione con la scala di accesso in prossimità della torre campanaria. L'ingresso principale, accessibile da tre gradini, è di pietra arenaria ed ha sulla sua parte centrale, sopra un timpano spezzato, la statua di San Pietro. La facciata, costruita su progetto di Antonio Piccinelli nel 1868, nel secondo ordine è suddivisa da quattro lesene in tre scomparti, dove nel settore centrale vi è un'ampia finestre rettangolare, che conferisce luce all'interno della chiesa stessa.

### Interno
Attraverso una bussola in legno di noce del 1949, si raggiunge l'interno della chiesa a una sola navata, con quattro altari su ogni lato, divisi da lesene in stucco con base in arenaria sagomata, e capitelli con festoni di frutta e teste di angeli;  tre finestre decorate per lato sud danno luce alla navata, mentre le altre poste sul lato opposto sono cieche.
Le volte sono decorate con affreschi raffiguranti la vita di san Pietro; del pittore clusonese Giuseppe Mazza è l'affresco rappresentante la resurrezione di Tabita, discepola dell'apostolo.
Di particolare interesse sugli altari posti sul lato destro, un quadro raffigurante Cristo in croce con san Giovanni evangelista, san Nicola di Bari e san Francesco d'Assisi opera di Gian Paolo Cavagna, e un'ancona Battesimo di San Giovanni del pittore Enea Salmeggia. 
Sul lato sinistro l'ingresso alla grotta di Lourdes, una tela raffigurante la pietà opera di Angelo Ceroni, e la grande nicchia contenente il compianto di Gesù morto opera lignea di Andrea Fantoni.
Il presbiterio a pianta rettangolare, e coperto dalla volta a botte, con due medaglioni raffiguranti la santissima Trinità e l'Assunzione al cielo della Madonna, è più stretto della navata e sopraelevato di tre scalini, delimitato da una balaustra in marmo ad andamento sagomato e dal coro a pianta semicircolare.
Ai lati le due cantorie, una con l'organo del 1898 opera di Balicco-Bossi. Intorno, il coro ligneo, formato da 21 stalli, opera della Andrea Fantoni su disegno di Caniana, e sul fondo dell'abside in una ancona ricca di angeli e stucchi il quadro di Giovan Battista Moroni raffigurante la Madonna col Bambino e santi Pietro, Paolo e Giovanni, con un angioletto gioioso sospeso in alto tra una nuvola di leggerissimi veli.
L'altare maggiore in marmo di Carrara è del XVIII secolo, ricco di statue e statuette con intarsi marmorei di differenti colori, sulla prima alzata il tabernacolo e sulla seconda, al centro, un tempietto sempre in marmo con statuette di angeli e santi mentre centrale la figura di Gesù. 
Nella sagrestia, al centro del soffitto, è presente un quadro di Antonio Cifrondi raffigurante la Santissima Trinità con Maria e santi

### La Cappella di Lourdes
Accanto al Battistero c'è l'accesso alla riproduzione della Cappella di Lourdes, voluta dal parroco don Giovanni Palamini per celebrare il Giubileo del 1900 e progettata da Virgilio Munzio. La cappella si presenta ad una sola navata a pianta rettangolare suddivisa in due campate da una lesena, e sul lato sud due finestre in stile liberty la illuminano.
L'arco trionfale costituito da quattro lesene a forma di colonna, con archi a sesto acuto, e una cancellata in ferro battuto, dividono la navata dal presbiterio dove oltre l'altare, sulla parete di fondo in alto, c'è riprodotta la Grotta di Massabielle.
Sulla patere laterale un grande affresco riproduce la processione del popolo con i costumi parresi e la benedizione del Sacramento.